# Kávás
Kávás è un comune dell'Ungheria di 249 abitanti (dati 2001). È situato nella contea di Zala.